# Romanizzazione SASM/GNC
L'ex State Administration of Surveying and Mapping ("Amministrazione statale per il rilevamento e la mappatura"), il Geographical Names Committee ("Comitato per i nomi geografici") e l'ex Script Reform Committee ("Comitato per la riforma ortografica") della Repubblica Popolare Cinese hanno adottato vari sistemi di romanizzazione per il cinese, il mongolo, il tibetano e l'uiguro, noti ufficialmente come pinyin, Regulation of Phonetic Transcription in Hanyu Pinyin Letters of Place Names in Minority Nationality Languages ("Regolamento di trascrizione fonetica in lettere Hanyu Pinyin dei nomi di luogo nelle lingue delle nazionalità minoritarie") e Orthography of Chinese Personal Name in Hanyu Pinyin Letters ("Ortografia dei nomi di persona cinesi in lettere Hanyu Pinyin"). Questi sistemi possono essere chiamati collettivamente trascrizioni SASM/GNC/SRC o romanizzazioni SASM/GNC.
Questi sistemi di romanizzazione sono stati usati per le traduzioni dei nomi di persona e dei toponimi cinesi a partire dal 1978.
Tutti gli schemi eccetto il pinyin hanno una forma stretta ed una ampia, dove la forma ampia è usata in generale. Nel caso del pinyin, i segni dei toni nella pratica sono omessi.